# Tricia Stumpf
Tricia Stumpf, née en 1970 est une ancienne skeletoneuse américaine. 

## Palmarès

### Championnats du monde de skeleton
- : médaillé de bronze aux championnats du monde de 2000 et 2003.